# Mini Mundi
Koordinaten: 51° 28′ 49″ N, 3° 37′ 54″ O
Mini Mundi ist ein Freizeitpark in Middelburg, der Hauptstadt der niederländischen Provinz Zeeland. Einen Teil der 2009 eröffneten Anlage bildet der bis dahin eigenständige Miniaturenpark Miniatuur Walcheren.

## Freizeitpark
Als Maskottchen des Parks gilt der Riese Dan (Reus Dan). Dessen übergroße Skulptur übernahm Mini Mundi aus der Konkursmasse des 2007 geschlossenen Freizeitparks Het Land van Ooit in der Gemeinde Heusden. Mini Mundi beherbergt verschiedene Fahrgeschäfte wie den Ballonturm, Karussells, eine Mini-Eisenbahn, eine Schiffschaukel sowie eine Achterbahn. Außerdem gibt es einen 1500 Quadratmeter großen Indoorspielplatz mit Autoscooter, Kino und verschiedenen Spielgeräten. Der Bereich 0–4-Land bietet Spielmöglichkeiten für Kleinkinder. Im Park existiert zudem ein Selbstbedienungsrestaurant.

## Miniatuur Walcheren
Miniatuur Walcheren war ein Vorläufer von Mini Mundi und wurde im heutigen Stadtpark Molenwater in der Innenstadt von Middelburg erbaut. Die Modellanlage bestand aus über 350 im Maßstab 1:20 gefertigten Miniaturen. Ursprünglich war die Anlage dazu gedacht, Besuchern der Stadt den fertiggestellten Wiederaufbau der Halbinsel Walcheren nach dem Zweiten Weltkrieg zu demonstrieren. Die für 1953 geplante Eröffnung wurde aufgrund der Hollandsturmflut um ein Jahr verschoben. Die Einweihung 1954 nahm die niederländische Königin Juliana vor. Da sich die eigentlich nur für drei Monate vorgesehene Ausstellung zu einem Publikumsmagneten entwickelte, wurde beschlossen, Miniatuur Walcheren auf unbestimmte Zeit als eigenständige Parkanlage zu betreiben.
Die ursprünglich aus Holz gefertigten Gebäudeminiaturen wurden nach und nach durch Kunststoffmodelle ersetzt und die Anlage ständig erweitert. Als der Freizeitpark Mini Mundi erbaut wurde, wurde die Modellanlage dorthin verlagert und das ursprüngliche Gelände zu einem Stadtpark umgestaltet. Im Stadtpark Molenwater sind heute nur noch die Fundamente der ehemaligen Anlage zu sehen.

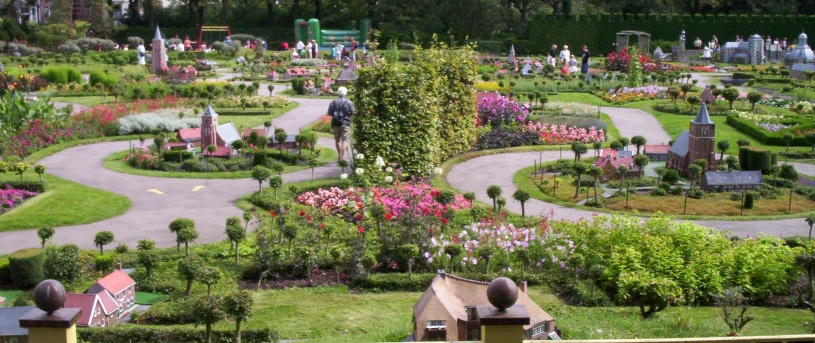
Miniatuur Walcheren am ursprünglichen Standort
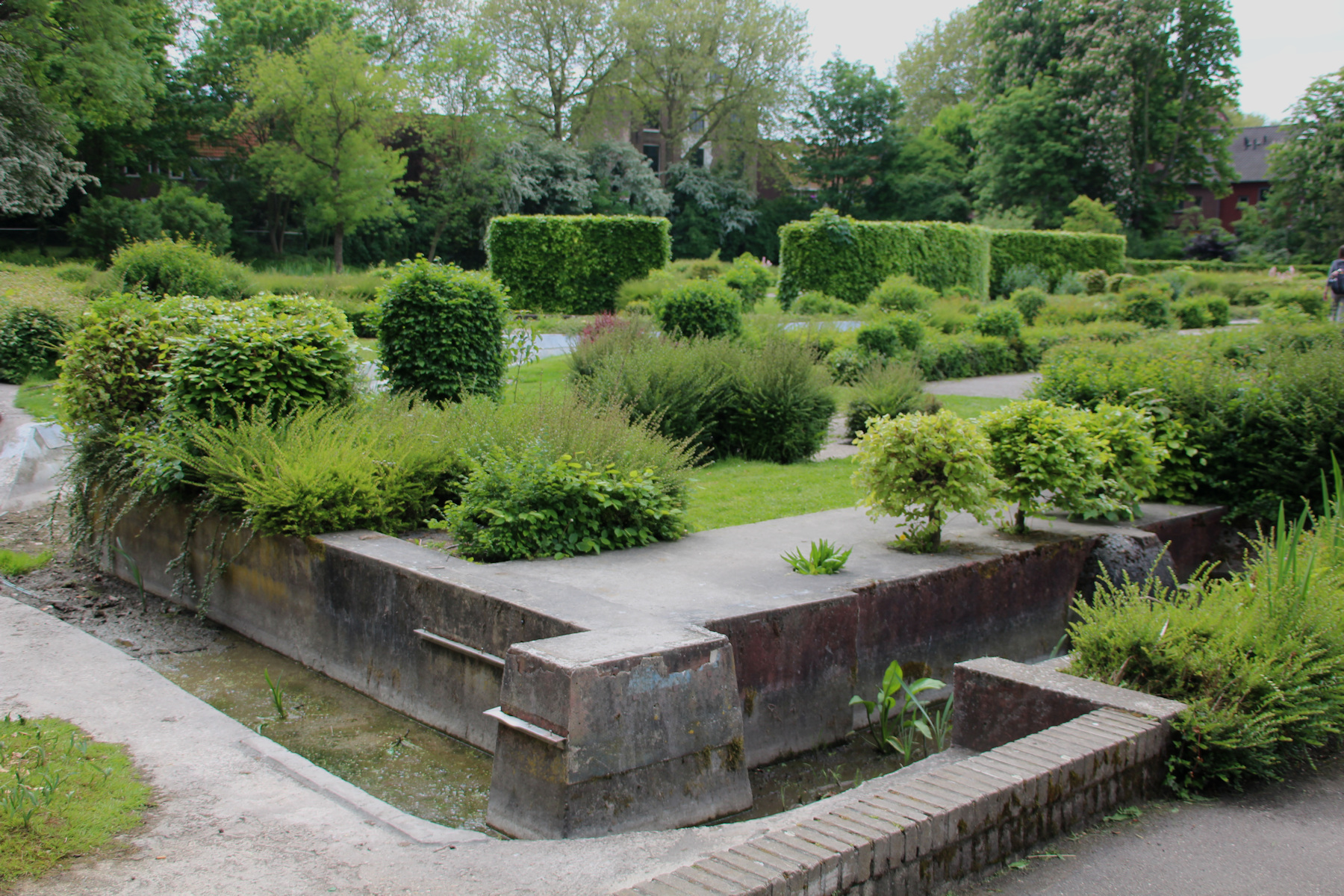
Reste der Miniaturanlage Miniatuur Walcheren im Stadtpark Molenwater
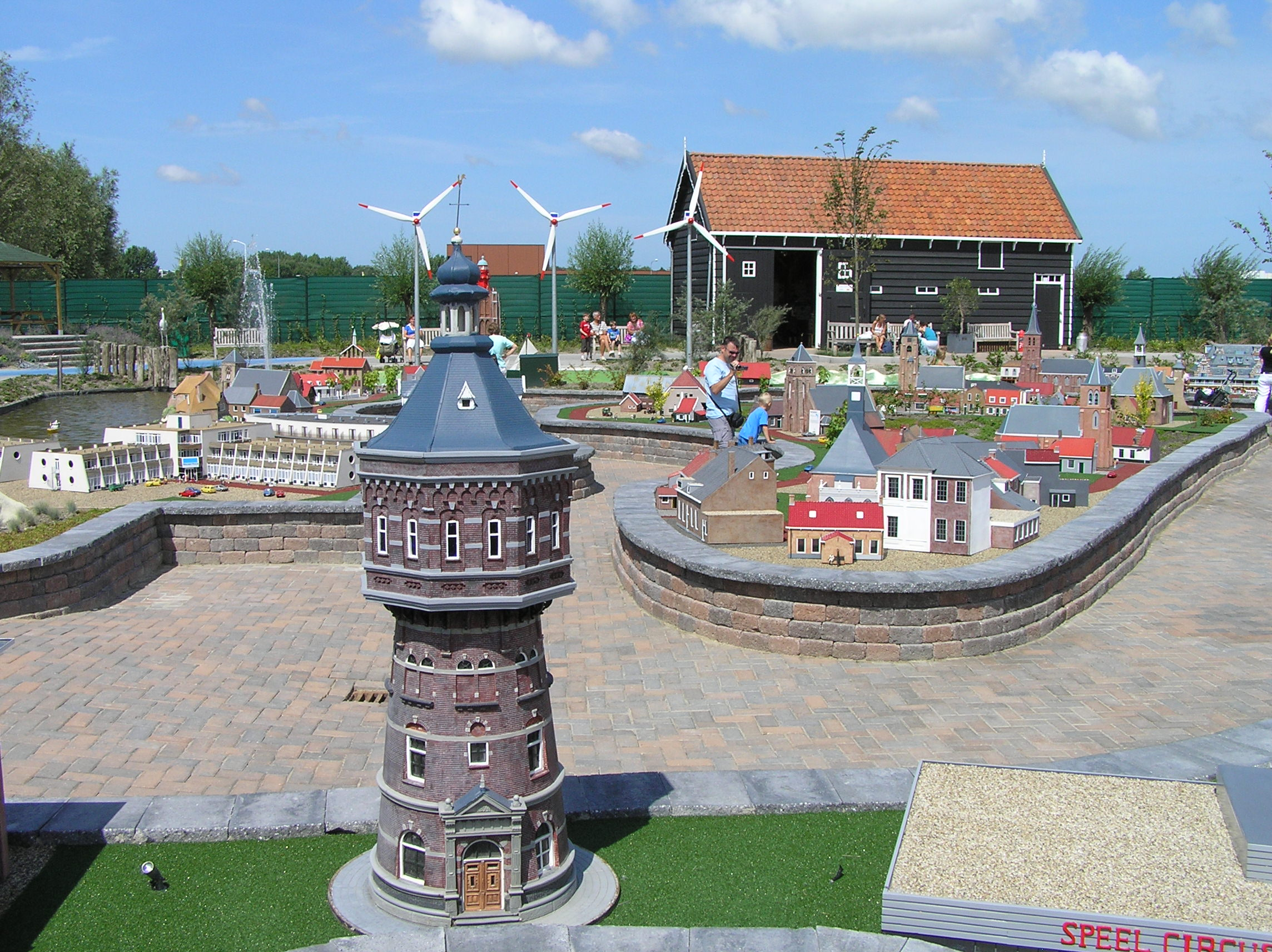
Miniatuur Walcheren im Mini Mundi